# Fort Nya Korsholm

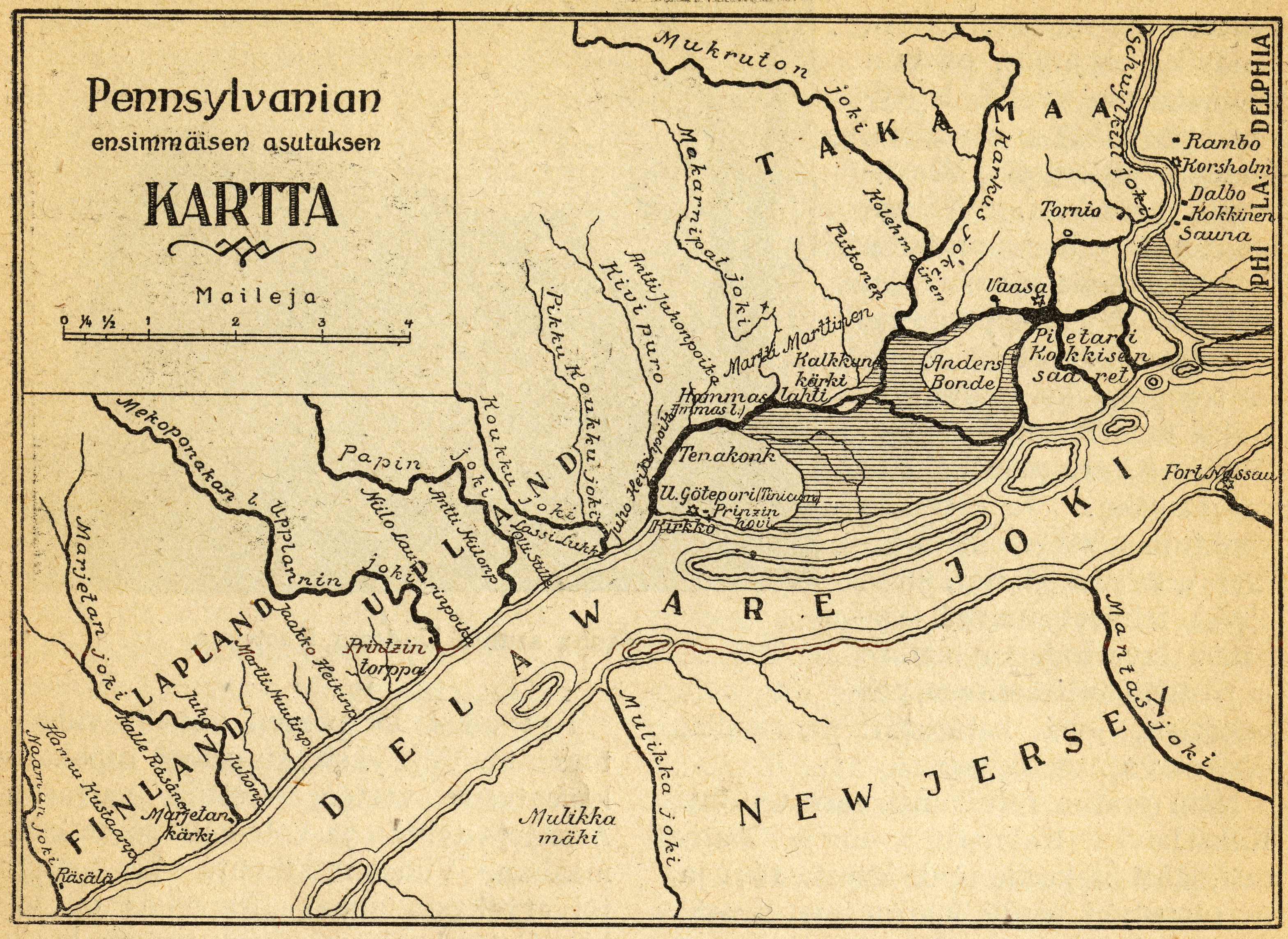
Lägeskarta för Fort Nya Korsholm.

Kolonin Nya Sverige.

Fort Nya Korsholm (även Manäyungh, engelska: Fort New Korsholm) var en finlandssvensk bosättning i Nordamerika. Bosättningen fick namnet efter staden Korsholm (nuvarande Vasa) som ligger i Österbotten i Finland. Anläggningen grundades 1647 som en befäst bosättning i den svenska kolonin Nya Sverige och låg i den nuvarande amerikanska delstaten Pennsylvania.

## Geografi
Fort Nya Korsholm låg på en liten ö (möjligen Province Island eller Fisher's Island) i Schuylkillfloden väster om dess mynning i Delawarefloden. cirka 2 km nordöst om nuvarande Philadelphia International Airport.

## Anläggningen
Från början bestod anläggningen endast av några bostadshus, försvarsanläggningen (skans) uppfördes först senare och Fort Nya Korsholm syftar till hela området och alla dess byggnader. Skansen uppfördes helt i trä i form av en fyrkant som övriga svenska fort i området.
Idag återstår inget av fortets anläggningar.

## Historia
Skansen uppfördes mellan hösten 1646 till våren 1647 under ledning av Johan Björnsson Printz och stod klart kring februari. Fortet var från början befästning och bostad och skulle skydda de boende i området. Fortets bemannades av några soldater och Måns Nilsson Kling utsågs till fortets befälhavare. Fortet fungerade i första hand som knutpunkt för pälshandeln med det lokala Minquasfolket men även för odlingar av grödor och tobak.
Kring 1651 övergavs fortet samtidigt med Fort Nya Elfsborg.